# Puiseaux (Fluss)
Der Puiseaux ist ein Fluss in Frankreich, der im Département Loiret in der Region Centre-Val de Loire verläuft. Er entspringt im Forêt d’Orléans, im Gemeindegebiet von Les Choux, entwässert generell in nördlicher Richtung und mündet nach rund 37 Kilometern im Stadtgebiet von Montargis in den Canal de Briare, der hier als Seitenkanal den Fluss Loing begleitet. In diesen mündet er kurz danach als linker Zufluss.

## Orte am Fluss
- Les Choux
- Ouzouer-des-Champs
- Saint-Hilaire-sur-Puiseaux
- Vimory
- Villemandeur
- Montargis